# Sainte-Gemme, Gers
Sainte-Gemme är en kommun i departementet Gers i regionen Occitanien i sydvästra Frankrike. Kommunen ligger i kantonen Mauvezin som tillhör arrondissementet Condom. År 2022 hade Sainte-Gemme 118 invånare.

## Befolkningsutveckling
Antalet invånare i kommunen Sainte-Gemme
Referens:INSEE